# Fazenda Raposa

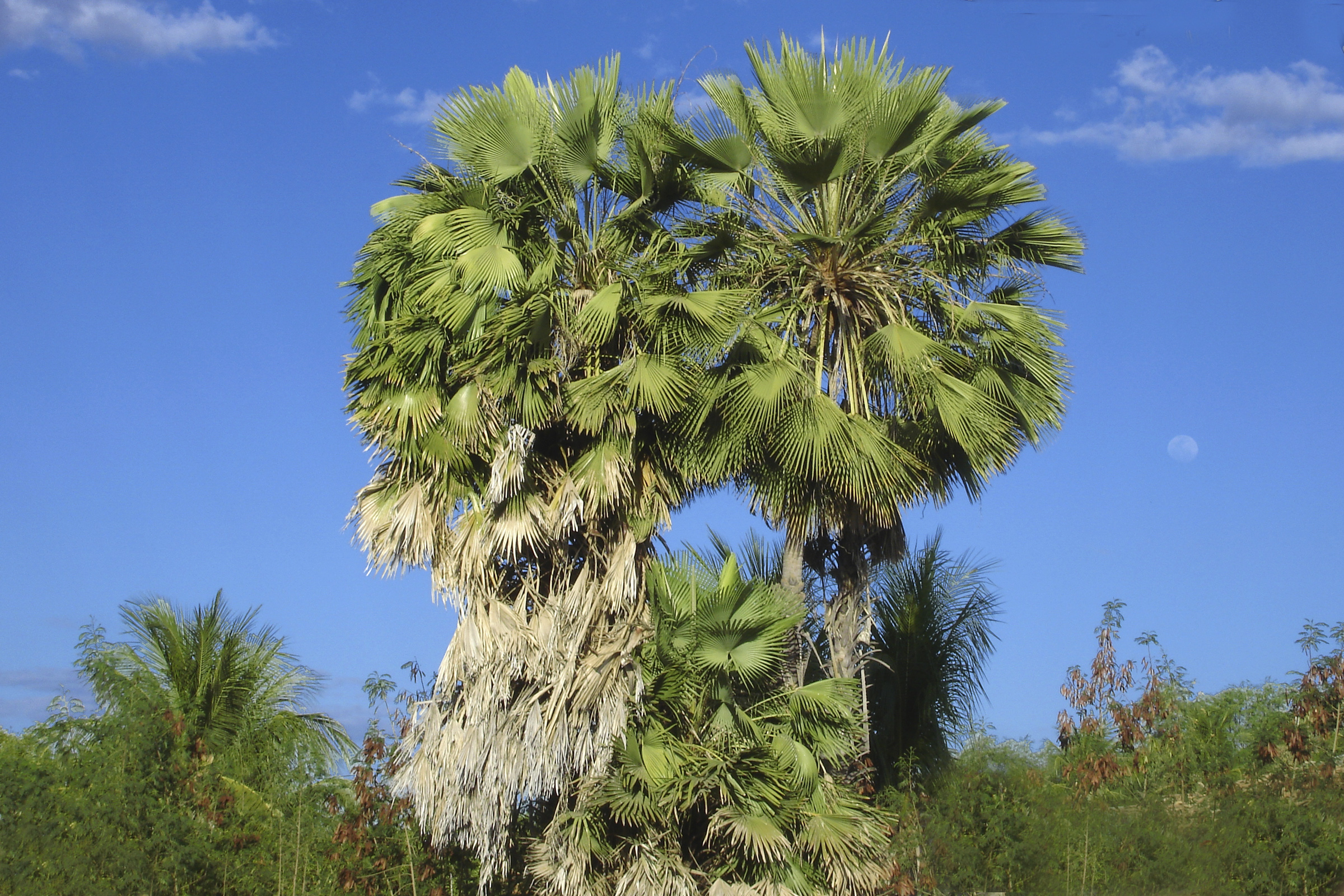
Carnaubeira (Copernicia prunifera)

A Fazenda Raposa é uma reserva ambiental e fazenda experimental com área de 147 hectares administrada pela Universidade Federal do Ceará. Está localizada no bairro Jaçanaú, na cidade de Maracanaú, estado do Ceará, no quilômetro 10 da CE-065. A propriedade abriga uma coleção significativa de palmeiras, sendo que sua coleção consiste em 17 dos 24 tipos de palmeiras existentes no mundo, possuindo o maior número de espécies do gênero Copernicia da América Latina.

## História
O projeto foi iniciado em 1937, com a multinacional norte-americana S. C. Johnson & Son com objetivo de estudar palmeiras da do gênero Copernicia, devido à cera com diversas aplicações industriais produzida por espécies deste gênero, além de manter uma fábrica de cera de carnaúba. A empresa construiu e manteve um centro de pesquisa de palmeiras até junho de 1969. Em 1970, o terreno foi doado à Escola de Agronomia da Universidade Federal do Ceará, através de um convênio entre o Governo do Estado e a universidade. Os objetivos eram valorizar a coleção de Copernicia existente, além de introduzir novas espécies e tentar representar, na área, os diversos ecossistemas cearenses.

## Projetos Atuais
Atualmente há um projeto da prefeitura de Maracanaú e da Universidade que prevê espaços de uso comunitário, idealizados pelo paisagista Roberto Burle Marx que faziam parte do plano original que, contudo, nunca foi concluído. Entre as intervenções na área estão praças, quiosques, caminhos para pedestres, uma área botânica medicinal e um centro de hortícola para a produção de mudas e sementes, além da instalação de cursos de ensino e extensão . O projeto dispõe de recursos destinados a sua concretização através de emendas individuais apresentadas ao Orçamento da União e recursos da própria universidade em um total de R$ 1,1 milhão.